# Martin Reichert
Martin Reichert (* 21. Februar 1973 in Wittlich; † 26. Mai 2023 in Berlin) war ein deutscher Journalist und Buchautor. Als Redakteur bei der Berliner Tageszeitung taz beschäftigte sich der gelernte Historiker vor allem mit gesellschaftlichen Themen, Sexualität, Zeitgeist und Geschlechterfragen. Sein politischer Schwerpunkt lag auf LGBT-Themen.

## Leben und Karriere
Neben seiner Arbeit als Redakteur und Kolumnist bei der taz veröffentlichte der in Geschichte, Anglistik und Europäischer Ethnologie studierte Reichert regelmäßig Artikel unter anderem in der Berliner Siegessäule, dem Magazin Männer sowie Du & Ich. Zudem betreute er Böll.Thema, das Magazin der Heinrich-Böll-Stiftung. Für seine Reportage Adieu, Habibi! über das schwul-lesbische Leben in Beirut erhielt er 2006 den Felix-Rexhausen-Preis. Seit dem 1. Februar 2023 war Reichert im Kulturressort des Spiegels tätig.
Reichert war zudem Buchautor. Sein Erstlingswerk Wenn ich mal groß bin: Das Lebensabschnittsbuch für die Generation Umhängetasche erschien 2008. Es folgte Landlust sowie im Jahr 2012 Vertragt euch! – alle wurden im S. Fischer Verlag veröffentlicht. Im Juni 2018 erschien beim Suhrkamp Verlag Die Kapsel – Aids in der Bundesrepublik.
Reichert lebte in Berlin-Neukölln; seine zweite Heimat war die slowenische Adriaküste, woher sein Mann Boštjan stammt. Er starb im Alter von 50 Jahren durch Suizid.
Reichert wurde auf dem St.-Matthäus-Friedhof in Berlin-Schöneberg beigesetzt.

## Ehrungen
- 2006: Felix-Rexhausen-Preis (für seinen Artikel „Adieu, Habibi!“)[5]
- 2018: Medienpreis HIV/Aids (für sein Buch „Die Kapsel. Aids in der Bundesrepublik“)[6]

## Werke (Auswahl)
- Wenn ich mal groß bin: Das Lebensabschnittsbuch für die Generation Umhängetasche. Fischer, Frankfurt am Main 2008, ISBN 978-3-596-17946-6.
- Landlust: Ein Selbstversuch in der deutschen Provinz. Fischer, Frankfurt am Main 2011, ISBN 978-3-596-18831-4.
- Vertragt euch! Auf Friedensmission zwischen Mann und Frau. Fischer, Frankfurt am Main, 2012, ISBN 978-3-596-19448-3.
- Die Kapsel – Aids in der Bundesrepublik. Suhrkamp, Berlin, 2018, ISBN 978-3-518-42771-2.

## Belege
1. ↑  Der Spiegel, Hamburg Germany: Martin Reichert - Der Spiegel. Abgerufen am 30. Mai 2023.
2. 1 2 3  Arno Frank: Mit leisem Lächeln. In: Spiegel Online. 28. Mai 2023, abgerufen am 28. Mai 2023.
3. ↑  Die Kapsel - Aids in der BRD, Suhrkamp, abgerufen am 12. Juli 2018.
4. ↑  Jan Feddersen: Nachruf Martin Reichert: Der Perlenfinder. In: taz.de. 28. Mai 2023, abgerufen am 28. Mai 2023.
5. ↑  Preisträger 2006. Abgerufen am 30. Mai 2023 (deutsch).
6. ↑  Medienpreis-HIV. Abgerufen am 30. Mai 2023 (englisch).

| Personendaten    | Personendaten                      |
| ---------------- | ---------------------------------- |
| NAME             | Reichert, Martin                   |
| KURZBESCHREIBUNG | deutscher Journalist und Buchautor |
| GEBURTSDATUM     | 21. Februar 1973                   |
| GEBURTSORT       | Wittlich                           |
| STERBEDATUM      | 26. Mai 2023                       |
| STERBEORT        | Berlin                             |